# Kaplica św. Jerzego w Wilnie
Kaplica św. Jerzego – prawosławna kaplica-pomnik w Wilnie, na terenie cmentarza św. Eufrozyny Połockiej. 
Kaplica została wzniesiona w lecie 1865 na miejscu zbiorowego grobu rosyjskich żołnierzy poległych w czasie powstania styczniowego. Autorem jej projektu był Nikołaj Czagin, który pracował również przy innych cerkwiach wileńskich: św. Paraskewy i św. Katarzyny. Dekorację malarską kaplicy wykonał malarz A. Riezanow. We wnętrzu znajdowała się tylko jedna ikona – patrona kaplicy. Na jej zewnętrznych ścianach umieszczone zostały tablice upamiętniające poległych żołnierzy rosyjskich. 
Kaplica została zdewastowana w czasach radzieckich, obecnie prowadzony jest jej kapitalny remont. 